# گرند-باله

گرند-باله شهری در شهرستان یاهو در استان باله در بورکینافاسوی جنوبی است و جمعیت آن ۱۱۰ نفر است.